# Ronald S. Stroud
Ronald S. Stroud (* 8. Juli 1933; † 7. Oktober 2021) war ein kanadischer Althistoriker und Epigraphiker.
Nach dem B.A. an der University of Toronto 1957 studierte er an der University of California, Berkeley, wo er 1965 promoviert wurde. Danach begann er dort zu unterrichten, wurde 1969 Associate Professor, 1972 Professor, 2001 Klio Distinguished Professor of Classical Studies. 2007 wurde er emeritiert. 1977 erhielt Stroud ein Guggenheim-Stipendium. Ab 1979 war er Mitherausgeber des Supplementum Epigraphicum Graecum. Stroud war Mitglied im Deutschen Archäologischen Institut und ab 2005 Mitglied der American Philosophical Society.
Ronald S. Stroud war der Bruder des Philosophen Barry Stroud.

## Veröffentlichungen
- Drakon’s Law on homicide (= University of California Publications. Classical Studies. Bd. 3, ISSN 1040-6956). University of California Press, Berkeley CA u. a. 1968.
- The Axones and Kyrbeis of Drakon and Solon (= University of California Publications. Classical Studies. Bd. 19). University of California Press, Berkeley CA u. a. 1979, ISBN 0-520-09590-1.
- mit Nancy Bookidis: The sanctuary of Demeter and Kore. Teil 3: Topography and architecture (= Corinth. Results of excavations conducted by the American School of Classical Studies. Bd. 18). American School of Classical Studies at Athens, Princeton NJ 1997, ISBN 0-87661-183-8.
- The Athenian grain-tax law of 374/3 B.C. (= Hesperia.Supplement. Bd. 29). American School of Classical Studies at Athens, Princeton NJ 1998, ISBN 0-87661-529-9.
- The Athenian Empire on Stone. David M. Lewis Memorial Lecture Oxford 2006. Ellenike Epigraphike Etaireia, Athen 2006, ISBN 960-86121-5-2.